# اتل وی. مارس
اتل وی. مارس (انگلیسی: Ethel V. Mars (زاده  ۱۸۸۴ - درگذشته ۲۵ دسامبر ۱۹۴۵) اهالی کسب‌وکار اهل ایالات متحده آمریکا بود.